# Palacios
Palacios is een plaats (city) in de Amerikaanse staat Texas, en valt bestuurlijk gezien onder Matagorda County.

## Demografie
Bij de volkstelling in 2000 werd het aantal inwoners vastgesteld op 5153.
In 2006 is het aantal inwoners door het United States Census Bureau geschat op 5160, een stijging van 7 (0,1%).

## Geografie
Volgens het United States Census Bureau beslaat de plaats een oppervlakte van
13,7 km², waarvan 13,1 km² land en 0,6 km² water.

## Plaatsen in de nabije omgeving
De onderstaande figuur toont nabijgelegen plaatsen in een straal van 36 km rond Palacios.